# خارستان (سربیشه)
خارستان یک روستا در ایران است که در دهستان درح شهرستان سربیشه واقع شده‌است. خارستان ۷۶ نفر جمعیت دارد.